# Delophon mississippianum
Delophon mississippianum är en mångfotingart som beskrevs av Shelley 1983. Delophon mississippianum ingår i släktet Delophon och familjen Abacionidae. Inga underarter finns listade i Catalogue of Life.